# 금민철
금민철(1986년 11월 7일 ~ )은 전 KBO 리그 연천 미라클의 투수이다. 금유성으로 개명했다가 다시 원래 이름으로 개명한 특이한 케이스이다.

## 두산 베어스시절
2005년 신인 드래프트에서 2차 4라운드를 받아 입단하였다. 주로 중간 계투와 선발을 오고 가는 스윙맨 역할을 했다.
2009년에 7승(4선발) 2패를 기록했으며 같은 해 준 플레이오프와 플레이오프에서 선발 등판해 인상 깊은 모습을 보였지만 확실한 선발 투수로 자리잡지 못했고 2009년 12월 30일에 당시 넥센 히어로즈 소속이었던 이현승을 중심으로 한 현금 트레이드를 통해 이적했다.

## 넥센 히어로즈시절
트레이드 후 당시 구단주였던 이장석의 지시 아래 그가 1선발로 기용되며 선발 수업을 받았다. 2010년 3월 27일 롯데전에 선발 등판해 개막전 선발 승을 기록했다. 그리고 2010년 4월 18일 한화전에 선발 등판해 개인 첫 완봉승을 기록했다. 장원삼, 마일영이 트레이드로 이적해 그는 팀의 중요한 좌완 투수가 됐다. 두산 베어스로 트레이드된 후 부진에 빠진 이현승과 달리 자신의 자리를 잡은 그는 다양한 경험을 거치며 시즌 초 팀 마운드의 감초같은 역할을 했으나 처음으로 맞이한 풀 타임 시즌에 익숙하지 않아 그 해 7월 부진에 빠져 2군에 내려갔다. 오랫동안 2군에 있다가 시즌 막판에 1군에 복귀해 2010년 6승 11패, 4점대 평균자책점을 기록했다. 2011년에는 전 구단 상대 승리 투수를 목표로 했으나 팔꿈치 수술을 받으며 시즌을 마감했다. 2011년 11월 17일 공익근무요원으로 입소했다. 2013년 11월 16일 소집 해제와 동시에 마무리 훈련에 참가했다.
2015년 8월 10일 삼성전에서 5.2이닝 무실점으로 1년 2개월 만에 승리 투수가 됐다.

## kt 위즈시절
2018년 KBO 리그 2차 드래프트를 통해 이적하였다.
2018년 3월 28일 SK전에서 이적 후 첫 선발 승을 기록했다. 2020년 8월 13일에 방출됐다.

## 한국 독립야구 시절

### 시흥 울브스시절
2021년에 입단하였다.

### 연천 미라클시절
2021년에 입단하였다.

## 별명
- 성이 금씨여서 '금동이'라고 불린다.
- 부진한 경기가 상당히 많아 '납덩이'라고 불린다.

## 출신 학교
- 부천북초등학교
- 부천중학교
- 동산고등학교
- 고려사이버대학교

## 통산 기록
| 연도 | 팀명   | 평균자책점 | 경기 | 완투 | 완봉 | 승 | 패 | 세 | 홀 | 승률  | 타자 | 이닝  | 피안타 | 피홈런 | 볼넷 | 사구 | 탈삼진 | 실점 | 자책점 |
| ---- | ------ | ---------- | ---- | ---- | ---- | -- | -- | -- | -- | ----- | ---- | ----- | ------ | ------ | ---- | ---- | ------ | ---- | ------ |
| 2005 | 두산   | 4.73       | 39   | 0    | 0    | 0  | 3  | 0  | 6  | 0.000 | 214  | 51.1  | 45     | 5      | 20   | 6    | 44     | 28   | 27     |
| 2006 | 두산   | 4.66       | 38   | 0    | 0    | 3  | 2  | 0  | 2  | 0.600 | 267  | 58    | 51     | 2      | 42   | 8    | 42     | 33   | 30     |
| 2007 | 두산   | 3.97       | 53   | 0    | 0    | 1  | 4  | 0  | 6  | 0.200 | 257  | 59    | 57     | 2      | 29   | 5    | 43     | 30   | 26     |
| 2008 | 두산   | 2.28       | 44   | 0    | 0    | 2  | 0  | 0  | 3  | 1.000 | 247  | 59.1  | 54     | 1      | 29   | 4    | 49     | 20   | 15     |
| 2009 | 두산   | 4.43       | 36   | 0    | 0    | 7  | 2  | 0  | 0  | 0.778 | 372  | 83.1  | 74     | 7      | 52   | 9    | 55     | 44   | 41     |
| 2010 | 넥센   | 4.40       | 24   | 1    | 1    | 6  | 11 | 0  | 0  | 0.353 | 544  | 120.2 | 118    | 10     | 71   | 15   | 86     | 63   | 59     |
| 2011 | 넥센   | 5.29       | 8    | 0    | 0    | 2  | 5  | 0  | 0  | 0.286 | 159  | 32.1  | 31     | 3      | 31   | 4    | 16     | 28   | 19     |
| 2014 | 넥센   | 6.05       | 11   | 0    | 0    | 3  | 5  | 0  | 0  | 0.375 | 208  | 41.2  | 51     | 4      | 30   | 7    | 24     | 35   | 28     |
| 2015 | 넥센   | 4.50       | 7    | 0    | 0    | 1  | 1  | 0  | 0  | 0.500 | 104  | 22    | 25     | 2      | 14   | 2    | 11     | 11   | 11     |
| 2016 | 넥센   | 5.13       | 14   | 0    | 0    | 1  | 1  | 0  | 0  | 0.500 | 125  | 26.1  | 36     | 2      | 9    | 1    | 16     | 16   | 15     |
| 2017 | 넥센   | 6.33       | 36   | 0    | 0    | 4  | 4  | 0  | 3  | 0.500 | 269  | 54    | 81     | 3      | 33   | 3    | 42     | 40   | 38     |
| 2018 | kt     | 5.41       | 29   | 0    | 0    | 8  | 12 | 0  | 0  | 0.400 | 720  | 156.1 | 212    | 19     | 68   | 7    | 79     | 104  | 94     |
| 2019 | kt     | 5.05       | 14   | 0    | 0    | 1  | 4  | 0  | 0  | 0.200 | 263  | 57    | 66     | 5      | 25   | 7    | 26     | 38   | 32     |
| 2020 | kt     | 15.43      | 3    | 0    | 0    | 0  | 0  | 0  | 0  | -     | 15   | 2.1   | 6      | 0      | 1    | 2    | 2      | 4    | 4      |
| 통산 | 14시즌 | 4.80       | 356  | 1    | 1    | 39 | 54 | 0  | 20 | 0.419 | 3764 | 823.2 | 907    | 65     | 454  | 80   | 535    | 494  | 439    |